# 제찌엥족
제찌엥족(베트남어: người Giẻ Triêng)은 베트남에 살아가는 인구 3만명의 소수 민족이다. 주로 베트남 중부 고원 지방의 꼰뚬성과 꽝남성의 산악 지역에 99.2% 이상이 거주하고 있으며, 1999년 인구 조사에서는 30,243명을 기록했다. 제찌엥족은 남아시아어족에 속하는 바나족 계열의 제어와 찌엥어를 구사한다.
나무 위에 관을 매달아 죽은이를 매장하는 풍습을 가지고 있다.

## 유명인
호앙아인 잘라이 FC의 축구 선수로 아후인(A Huỳnh) 선수가 있다. 이 선수는 베트남 국가대표팀의 하프백을 맡은 바 있다.